# Krankenhaus der Barmherzigen Brüder (Trier)
Das Krankenhaus der Barmherzigen Brüder Trier (kurz Brüderkrankenhaus) ist ein von der BBT-Gruppe, einem Unternehmen der Barmherzigen Brüder von Maria-Hilf, geführtes Krankenhaus und bildet zusammen mit dem Klinikum Mutterhaus der Borromäerinnen den Medizincampus Trier der Universitätsmedizin Mainz.

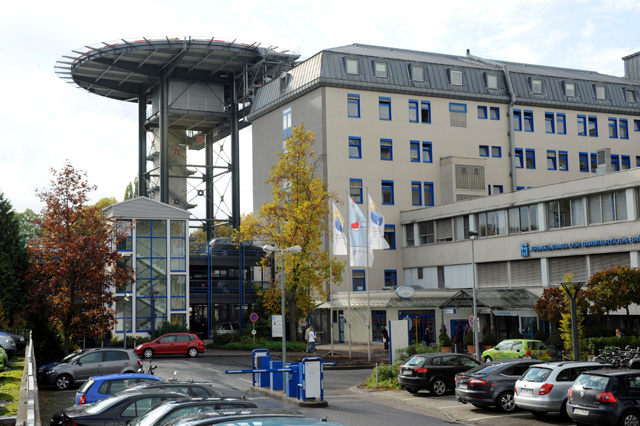
Krankenhaus der Barmherzigen Brüder in Trier

## Geschichte

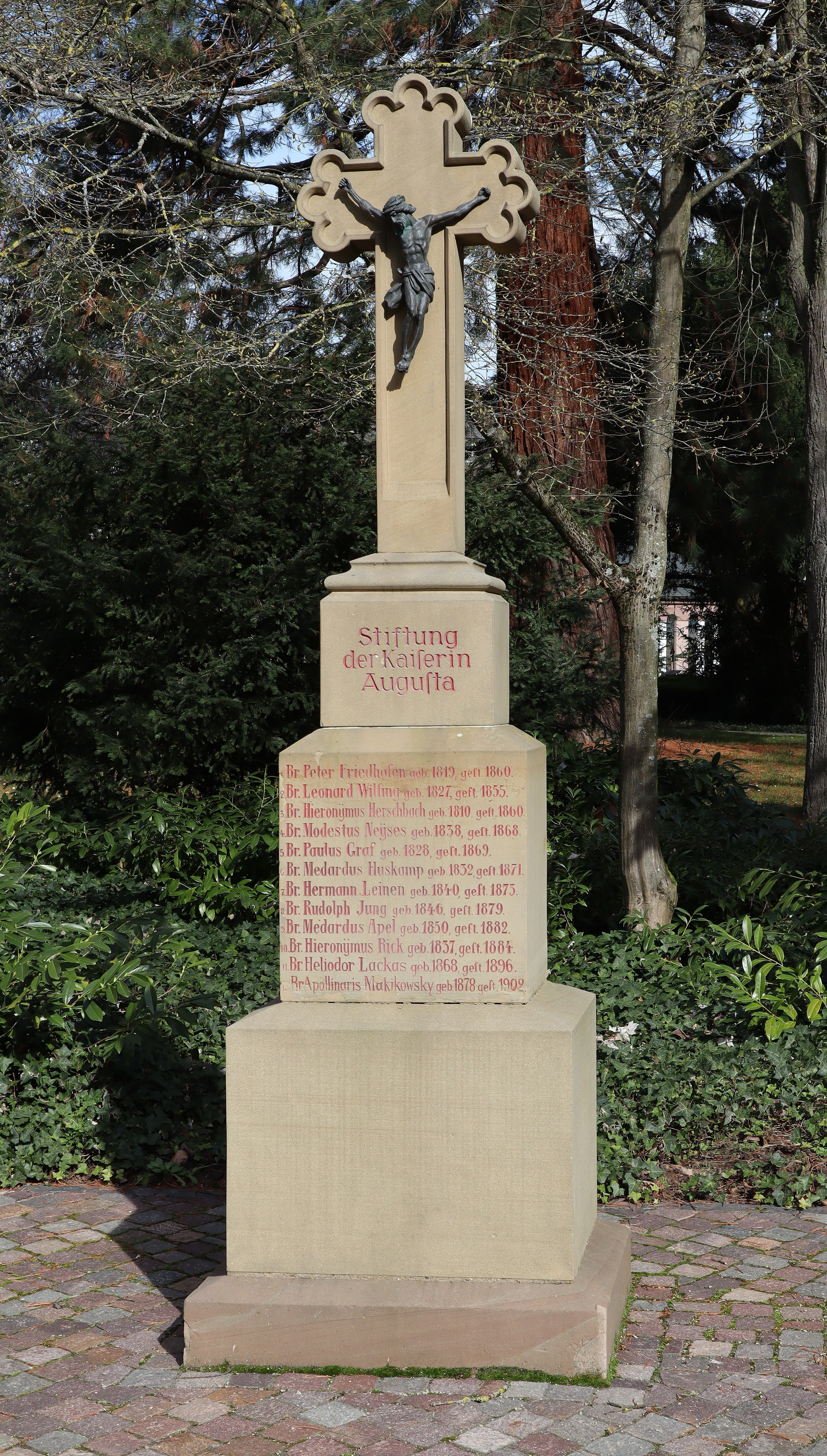
Gedenkkreuz auf dem Gelände des Krankenhauses

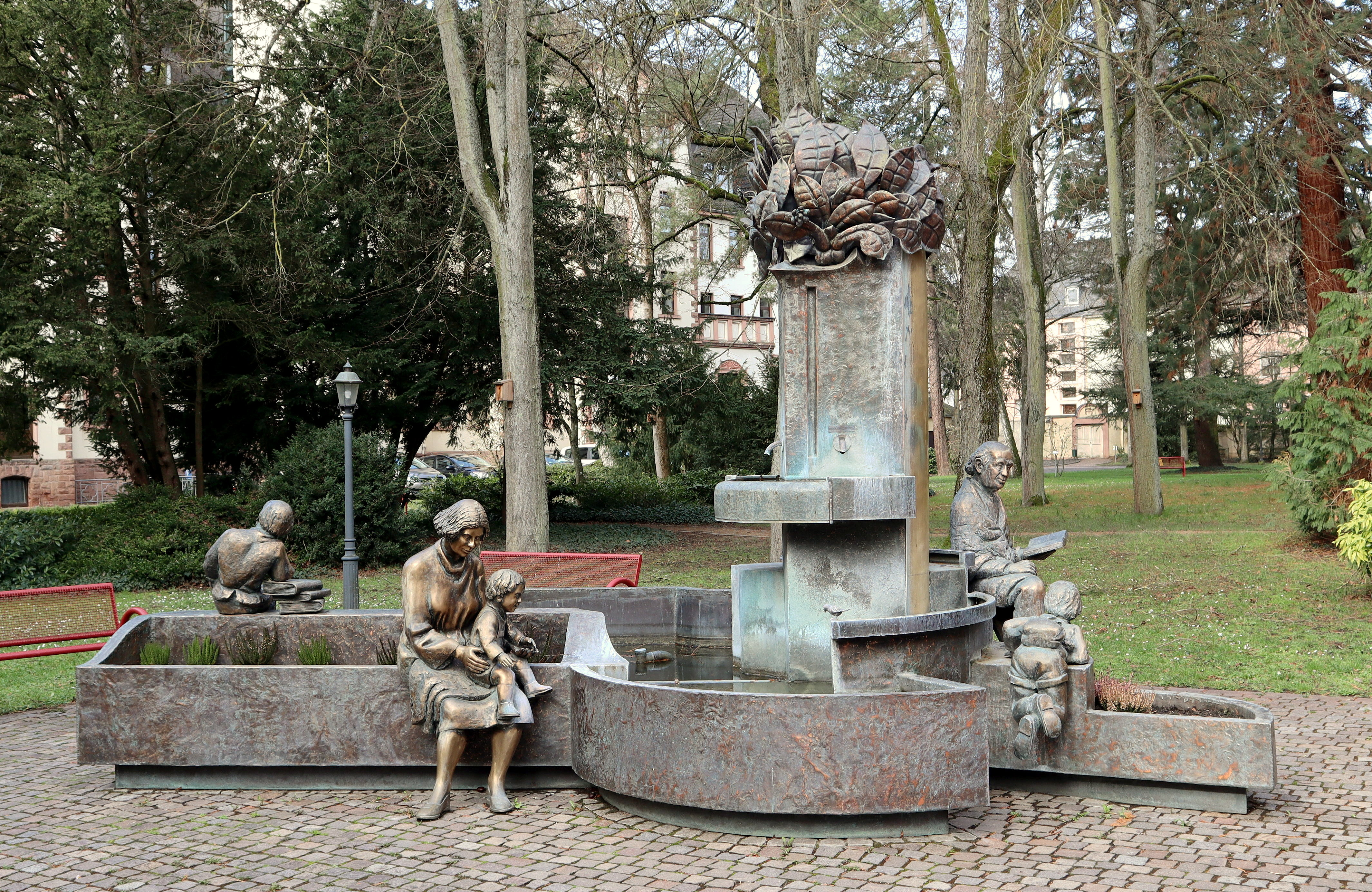
Brunnen des Lebens, erschaffen von Adolph Steines

Die Geschichte des Krankenhauses begann 1889 mit einem ersten Gebäude auf dem Gelände des Klosters der Barmherzigen Brüder von Maria-Hilf. Ursprünglich gehörte zu dem Komplex auch eine psychiatrische Klinik, die in den 1980er Jahren aufgegeben wurde. Ihre Patienten hatte man während des Dritten Reiches deportiert und zum größten Teil ermordet. 
Während des Zweiten Weltkrieges diente das Krankenhaus als Lazarett, nach Kriegsende wurde es in dieser Funktion zunächst von amerikanischen und dann französischen Besatzungstruppen übernommen und beschlagnahmt. Das Brüderkrankenhaus musste daher notdürftig im sog. Noviziat des Klosters untergebracht werden. Erst als 1963 ein neues Hospital auf dem Petrisberg fertiggestellt wurde, konnten die Barmherzigen Brüder ihr ursprüngliches Krankenhaus endgültig wieder übernehmen. In den folgenden Jahren wurden die Gebäude des Brüderkrankenhauses durch großangelegte Neu- und Umbauten dem modernen Erfordernissen angepasst. Von den ursprünglichen Gebäuden ist daher nur wenig erhalten, vor allem die im neugotischen Stil gehaltene Kloster- und Krankenhauskapelle. 
1928 wurden die Gebeine des Ordensgründers der Barmherzige Brüder von Maria Hilf dem Seligen Peter Friedhofen in der Maria-Hilf-Kapelle im Garten des Brüderkrankenhauses überführt.

## Aktuelle Situation
Das Krankenhaus der Barmherzigen Brüdern ist mit 684 Betten und 2400 Mitarbeitern das siebtgrößte Krankenhaus in Rheinland-Pfalz und verfügt über 17 Fachabteilungen:
- Allgemein-, Viszeral- und Gefäßchirurgie
- Anästhesie und Intensivmedizin
- Lidplastisch-rekonstruktive Chirurgie
- Allgemeine Augenheilkunde
- Herz- und Thoraxchirurgie
- Gastroenterologie und Hämatoonkologie
- Nephrologie und Rheumatologie
- Rhythmologie
- Kardiologie
- Pneumologie
- Mund-, Kiefer-, Gesichtschirurgie
- Neurochirurgie und Kinderneurochirurgie
- Neurologie, Neurophysiologie und neurologische Frührehabilitation
- Orthopädie
- Radiologie, Neuroradiologie, Sonographie und Nuklearmedizin
- Unfall- und Wiederherstellungschirurgie
- Urologie und Kinderurologie

Zu den Kompetenzzentren zählen das Zentrum für Notaufnahme, das Herzzentrum Trier, das Zentrum für Gefäßmedizin, das Zentrum für Orthopädie und Unfallchirurgie, das Endoprothetikzentrum, das Traumazentrum (überregionales Traumazentrum), das Leberzentrum Trier, das onkologische Zentrum, das Darmzentrum, das Hirntumorzentrum, das Lungenkrebszentrum, das Prostatakarzinom-Zentrum Trier, das uroonkologische Zentrum, das Diabeteszentrum, das Zentrum für interstitielle Cystitis und Beckenschmerzen, das Moselzentrum für Kontinenz, das MS-Zentrum, das Shuntzentrum Trier und das Wirbelsäulenzentrum Trier.
Das Brüderkrankenhaus ist seit Mai 2006 eines von fünf notfallmedizinischen Zentren in Rheinland-Pfalz und gehört zu den größten Krankenhäusern dieser Region. Als Haus der Schwerpunktversorgung für die Gesamtregion Trier werden jährlich 29.500 Patienten stationär und rund 65.000 Patienten ambulant versorgt. Zur appartiven Ausstattung gehören unter anderem 2 Computertomographen, 3 Magnetresonanztomographen, ein kardiologisch/herzchirurgischer und ein radiologisch/gefäßchirurgischer Hybrid-OP. Außerdem existiert einer der ersten MR-Linacs in Deutschland in der angebundenen Strahlentherapiepraxis.
Im News-Week Ranking 2021 schnitt das Brüderkrankenhaus als drittbeste Klinik in Rheinland-Pfalz ab und landete auf dem 53. Platz im gesamtdeutschen Vergleich.